# Les Beaux Mecs
Ne doit pas être confondu avec Les Beaux Gosses.
Les Beaux Mecs est une série télévisée française en huit épisodes de 52 minutes créée par Virginie Brac, d'après une idée originale du producteur Jérôme Minet, réalisée par Gilles Bannier et diffusée du 16 mars 2011 au 6 avril 2011 sur France 2, puis rediffusée en mars 2012 sur France Ô et rediffusée également sur Numéro 23  depuis le 9 février 2018 .  
Une série web-documentaire existe, Les Visages des Beaux Mecs, qui fut mise en ligne en parallèle de sa diffusion.
En février 2011, elle a remporté le prix de la meilleure série au Festival de Luchon et le 16 octobre 2011, elle a remporté le prix de la meilleure série française au Festival du Polar à Cognac.

## Synopsis
Tout commence en 2010 par l’évasion de Tony, vieux gangster condamné « longue peine », et de Kenz, jeune Maghrébin issu des mafias des cités. Dans une des prisons surpeuplées du troisième millénaire, ces deux-là partageaient une minuscule cellule, vivant dans une incompréhension totale l’un de l’autre et se détestant cordialement. Pourtant, alors qu’il bénéficie d’un régime de faveur et qu’il peut espérer une remise de peine pour bonne conduite, Tony va profiter de l’évasion de Kenz et l’obliger à l’emmener avec lui. Dehors, ils se séparent très vite, mais Tony, trahi par ses « associés » qui espéraient bien ne jamais le revoir et qui le balancent aux flics, revient se réfugier chez Kenz, dans la cité. Là, il découvre les méthodes des jeunes et fustige leur incroyable négligence – tout en admirant leur courage.
Leur cavale cristallise, sur le mode de la tragi-comédie, un conflit de générations d’un nouveau genre, où s’affrontent les anciennes méthodes du grand banditisme – préparation méticuleuse, codes, réseaux élaborés – aux nouvelles – tout, tout de suite et n’importe comment. Le mélange des genres est aussi la spécificité des Beaux Mecs.
Qui est Tony ? Qui cherche-t-il ? Pourquoi s’est-il évadé ? Quels comptes vient-il régler ?
La quête de Tony le Dingue, racontée en huit épisodes de 52 minutes, est ponctuée de flash-back des années 1950 à 1980 permettant de reconstituer cinquante ans d’un passé mouvementé qui se confond avec l’histoire du grand banditisme.
Son destin croise celui de plusieurs truands, dont Guido, l’ami de toujours, mais aussi de plusieurs femmes, emblématiques des époques qu’ils traversent. À un moment donné, chacune aurait pu le sauver : sa mère, dite la Gazette, disparue trop tôt, Nathalie, l’étudiante révolutionnaire rêvant d’un monde meilleur, Olga, la prostituée amoureuse prête à tout et Claire, celle qu’il a aimée ou cru aimer plus que les autres. En 2010, Nassima, la sœur de Kenz, symbolisera l’espoir impossible d’une autre vie et permettra de comprendre que le destin mouvementé de Tony est une vaine et tragique quête d’amour.

## Distribution

### Acteurs principaux
- Simon Abkarian : Tony (1982-1983-2010)
- Soufiane Guerrab : Kenz
- Anne Consigny : Claire (1982-83-2010)
- Victoria Abril : Olga
- Mhamed Arezki : Tony jeune
- Olivier Rabourdin : Guido (1983-2010)
- Dimitri Storoge : Nils Karlssen
- Philippe Nahon : Janvier (1982-83-2010)

### Acteurs récurrents
- Doudou Masta : Dialo
- Guillaume Gouix : Guido (1960-65-70-78)
- Fejria Deliba : Nassima
- Caroline Ducey : Nathalie
- Juana Acosta : Olga jeune
- Maxime Lombard : Francky
- Éric Fraticelli : Steeve
- Julien Lucas : Julien
- Julien Maurel : Marcel
- François Loriquet : Guichard
- Pierre-Alain Chapuis : Dominique
- Philippe du Janerand : Charley
- Moussa Mansaly : Moussa
- Samir Djama : Abdel
- Paco Boublard : Bambi
- Djena Tsimba : Fatou
- Walter Shnorkell : Dédé
- André Chaumeau : Léon Berthier
- François Bureloup : Léon Berthier, jeune
- Karine Lyachenko : La Gazette
- Stéphan Wojtowicz : M. Jo
- Max Morel : Pierrot
- Jean Miez : Feufeu
- Patrick Rocca : Tonton
- Wilfred Benaïche : Tom la grosse tête

## Production
L'idée de la série a été suggérée à Virginie Brac par le producteur Jérôme Minet, qui a convaincu France 2 de développer ce projet, qui était initialement composé de quatre épisodes de 90 minutes. Après le décès de Jérôme Minet, la série s'est retrouvée sans producteur. Virginie Brac a convaincu Christine de Bourbon Busset, de Lincoln TV, avec qui elle avait déjà travaillé sur Les Camarades de le reprendre. 
Virginie Brac a développé l'arche de la mini-série avec Eric de Barahir, avec qui elle avait déjà collaboré de façon similaire sur la saison 2 de la série Engrenages. Elle s'est ensuite chargée de l'écriture des scénarios des huit épisodes. Elle a présenté le projet à Gilles Bannier, lui aussi réalisateur de la deuxième saison d'Engrenages qui, emballé, a sauté sur l'occasion.
Le titre de la série est le nom que se donnent, dans le Milieu, des gangsters d'une certaine classe, qui se targuent de respecter certains codes « éthiques ».
Peu avant le début de la diffusion, le site Le Village a annoncé que la diffusion des épisodes sur France 2 s'accompagnerait d'un web-documentaire en plusieurs volets, Les Visages des Beaux Mecs, disponible sur ce site et gratuitement via iTunes.

## Fiche technique
- Réalisateur : Gilles Bannier
- Scénario : Virginie Brac avec la collaboration d'Eric de Barahir, d'après une idée originale de Jérôme Minet.

## Épisodes
1. L'Évasion
2. Tony le dingue
3. Guido, le Gitan
4. Le Memphis
5. La Revanche
6. L'Ange bleu
7. L'Amour en fuite
8. L'Amour d'un fils

## Audiences
| Épisodes | date de diffusion | nb de téléspectateurs |
| -------- | ----------------- | --------------------- |
| 1 et 2   | mercredi 16 mars  | 3 491 000             |
| 3 et 4   | mercredi 23 mars  | 2 600 000             |
| 5 et 6   | mercredi 30 mars  | 2 921 000             |
| 7 et 8   | mercredi 6 avril  | 2 798 000             |